# Keisuke Shimizu
Keisuke Shimizu (født 25. november 1988) er en japansk fodboldspiller, som spiller for den japanske fodboldklub Kyoto Sanga FC.